# Église Saint-Pierre-et-Saint-Paul de Montceaux-l'Étoile
Pour les articles homonymes, voir Église Saint-Pierre-et-Saint-Paul.
L'église Saint-Pierre-Saint-Paul est une église catholique située à Montceaux-l'Étoile, dans le département de Saône-et-Loire, en France.

## Historique
L’église de Montceaux-l’Étoile est dédiée à saint Pierre et à saint Paul. Elle date  du XIIe siècle. La nef, le clocher et une partie du chœur sont les témoins de cette période de construction.
Peu après le rétablissement du culte en 1804, le portail de l’église est masqué par une annexe construite en avant de la façade. Cette adjonction avait pour but d’accroître le nombre de places à l’intérieur de l’édifice religieux par suite du regroupement de la paroisse de Vindecy avec celle de Montceaux-l’Étoile. Mais, par suite de l’érection d’une nouvelle paroisse à Vindecy et la construction d’une église vers les années 1875, cet appendice fut jugé inutile. Il fut démoli lors de la réalisation d’importants travaux de restauration de l’église en 1900 et 1901.
La voûte de la nef a été refaite au XIXe siècle. D’autres restaurations ont eu lieu en 1998-1999 (extérieur) et en 2007-2008 (intérieur).
L'église Saint-Pierre-Saint-Paul fait l’objet d’un classement au titre des monuments historiques depuis le 16 novembre 1893.

## Architecture

### Aspect extérieur
La nef est épaulée par quatre contreforts droits à glacis entre lesquels s’ouvrent les baies fortement ébrasées. Les baies sont d’origine, mais les contreforts ont été refaits.

#### Le clocher
Le clocher est carré. Il conserve deux étages de baies géminées sur doubles colonnettes : le premier avec de larges archivoltes et le deuxième avec une corniche d’arcatures. Les chapiteaux des colonnettes sont sculptés. Les baies jumelles du niveau inférieur s’inscrivent sous une archivolte enveloppante comme dans la tour d’Anzy-le-Duc.
Les archivoltes enveloppantes du premier étage et les arcatures lombardes sous la corniche du sommet, sont caractéristiques du style roman brionnais.

#### Le portail
Comme à Anzy-le-Duc et Saint-Julien-de-Jonzy, le portail sculpté du XIIe siècle (vers 1120-1125) présente l'Ascension. Le Christ en gloire est représenté dans une mandorle tient  dans sa main droite le bois de sa croix. La Croix est ici un symbole de victoire et renforce le thème de la gloire du Christ. Le Christ est au milieu des Apôtres et est  entouré par deux anges. Ces deux anges qui lui tournent le dos, sont particulièrement gracieux, avec leurs  ailes déployées et leurs bras levés. L’attitude très vivante des Apôtres, qui se pressent pour prendre part à l’évènement, témoigne d’une imagination narratrice inhabituelle pour le roman bourguignon : les uns montrent du doigt le Christ, d’autres venus des extrémités du linteau sont rapidement mis au courant de ce qui se déroule sous leurs yeux. Pourtant les personnages étiques montrent bien qu’il s’agit là de l’œuvre d’un artiste bourguignon, proche de l’atelier ayant travaillé à Cluny III.
L’Ascension du Christ est un thème rarement utilisé par les sculpteurs romans bourguignons alors que cette iconographie était, en revanche, très répandue dans le sud-ouest de la France (à Toulouse, à Cahors, à Mauriac..).
Le tympan et le linteau sont taillés dans la même dalle de calcaire. Au linteau, quatorze personnages nimbés sont sculptés en haut-relief : les douze Apôtres, la Vierge Marie et un ange. On y reconnaît saint Pierre avec sa clef, à droite. La Vierge et les Apôtres ont les yeux tournés vers le Ciel.
La porte est doublée de planches horizontales à l'extérieur et verticales à l'intérieur, avec des ferrures du XIIe siècle.
Les sculptures sont d'une grande qualité d'exécution qui n'est pas sans rappeler les vieillards du portail d'Anzy-le-Duc, le narthex de Perrecy et même les célèbres portails de Vézelay. C’est un des chefs-d'œuvre de la sculpture brionnaise.

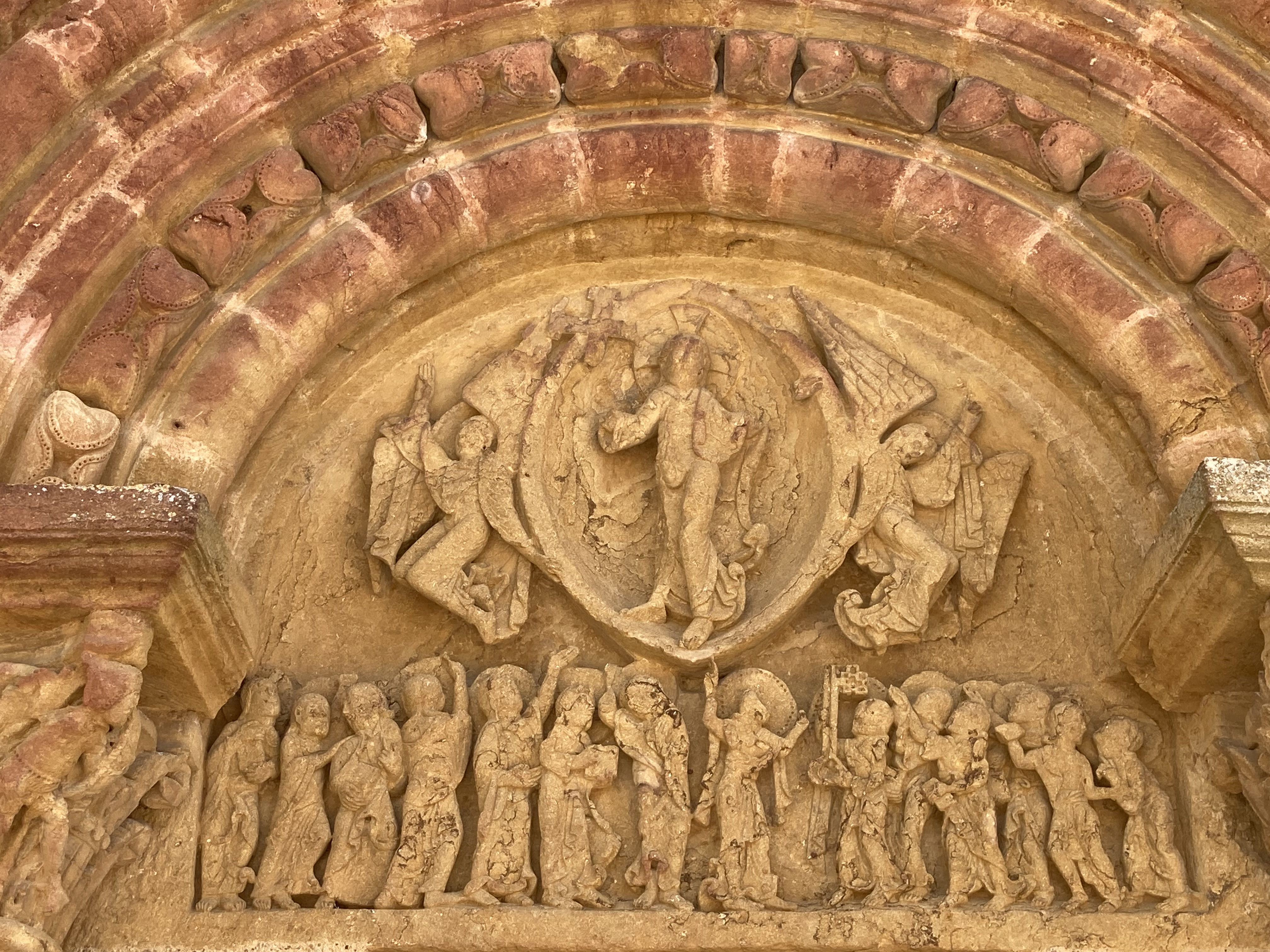
Le tympan du portail.
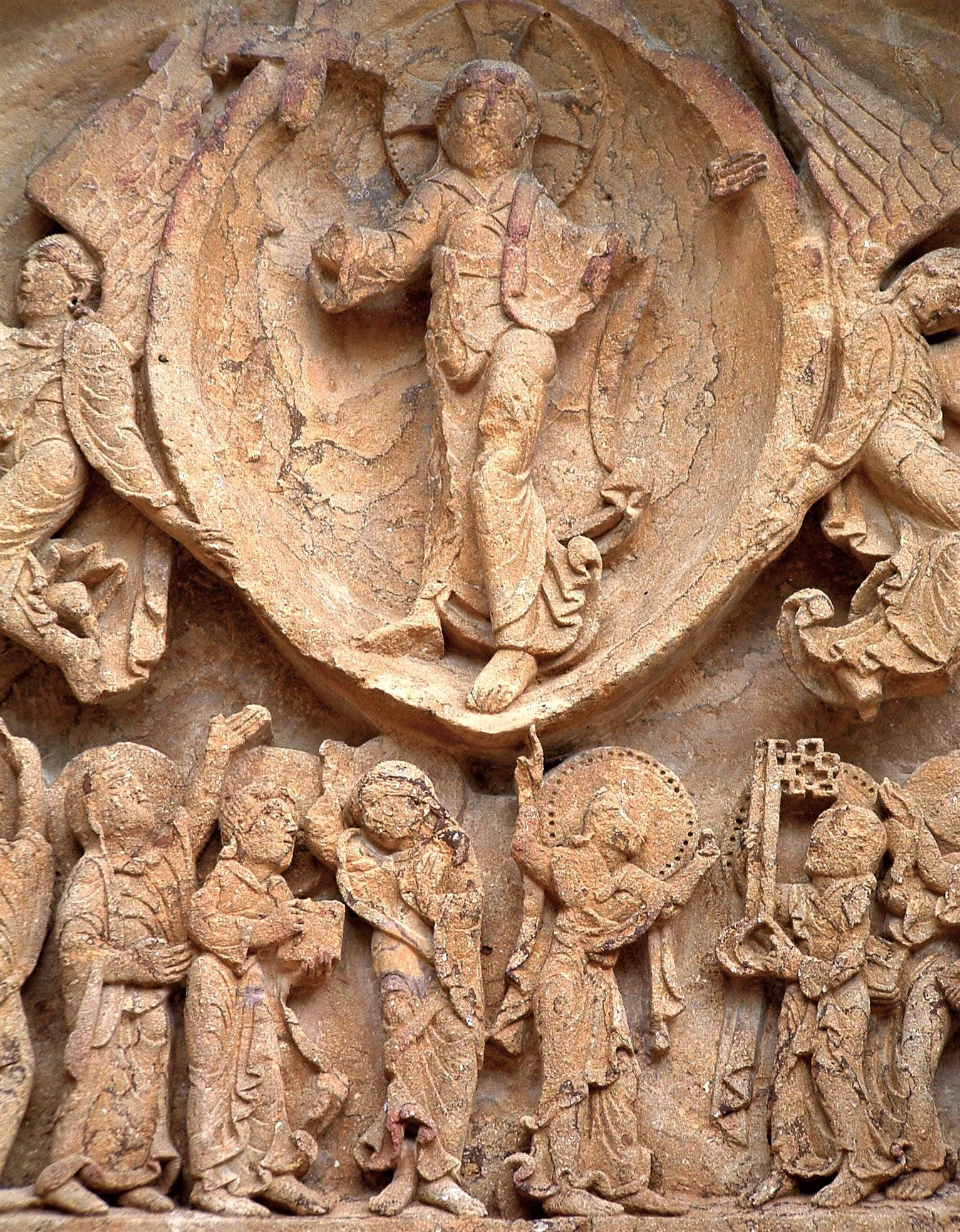
L'Ascension du Christ dans une mandorle avec deux anges. Au-dessous les apôtres dont saint Pierre tenant des clés et la Vierge Marie.
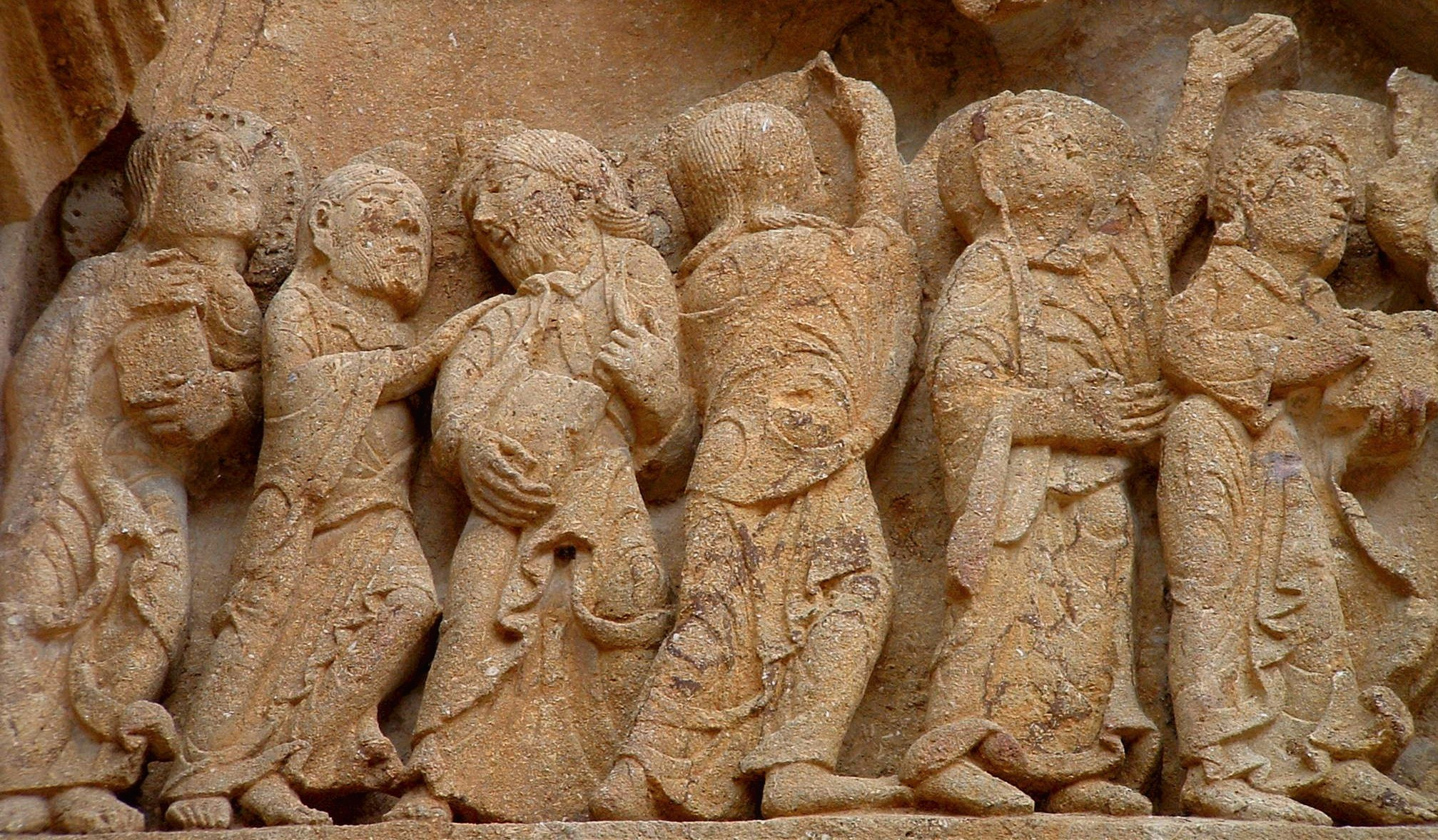
Les apôtres.
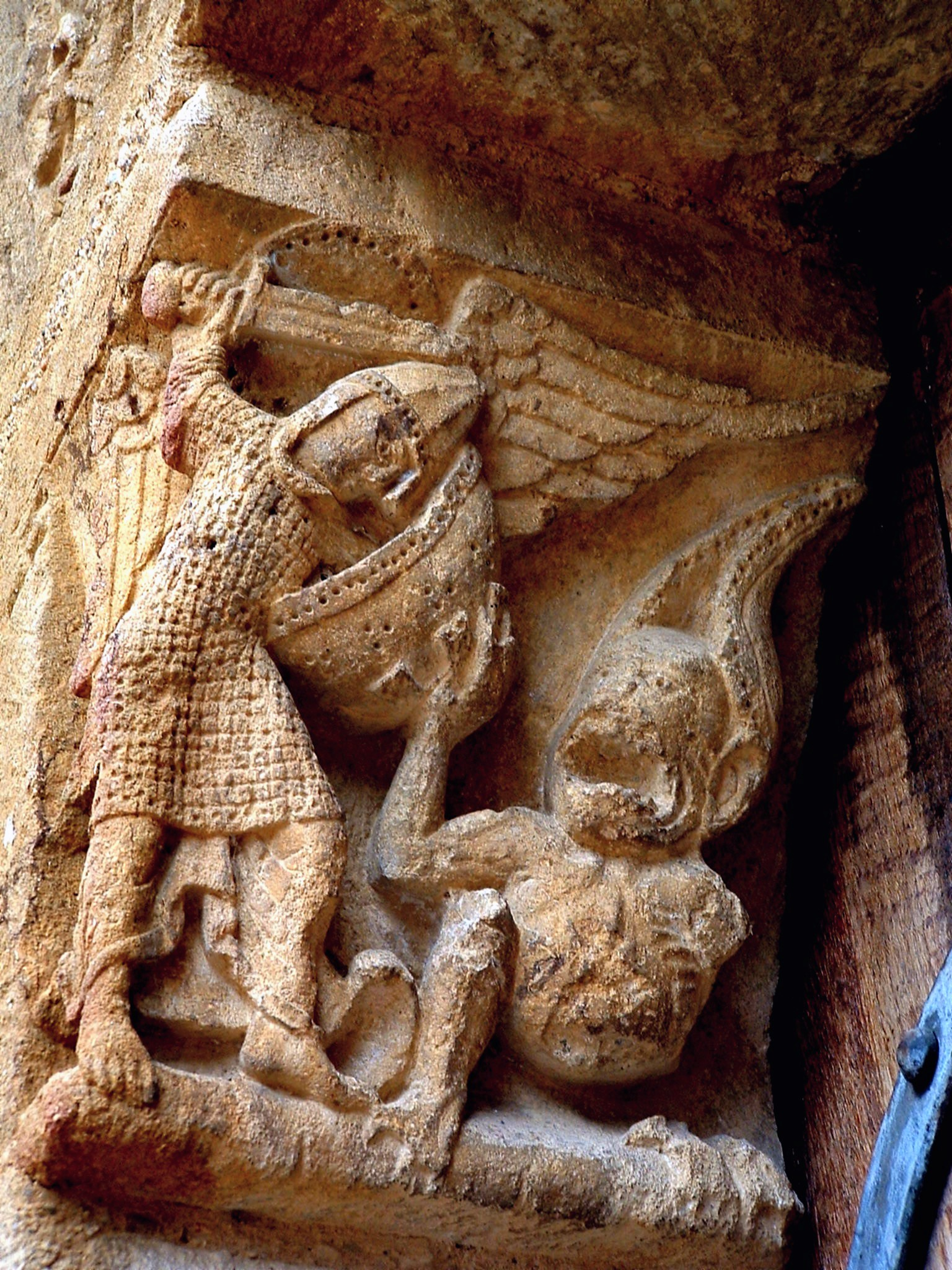
Saint Michel terrassant le démon.
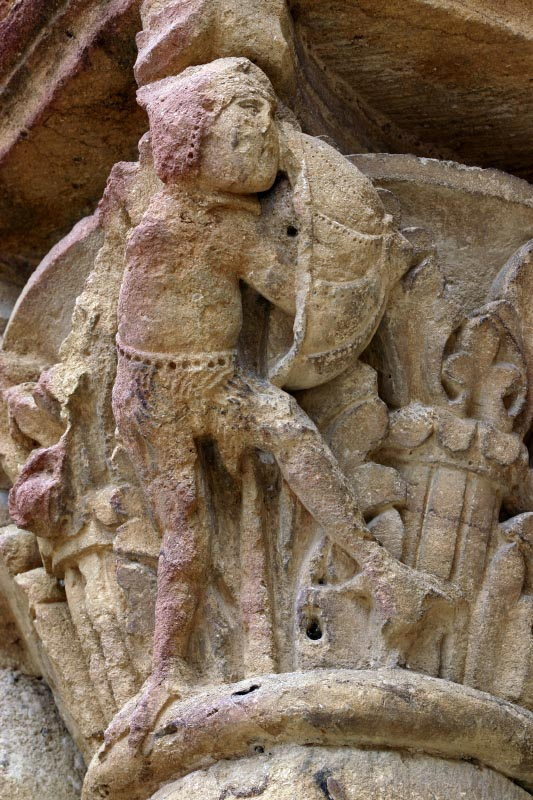
Un chapiteau.

### Aspect intérieur
L’intérieur de l’église a été largement remanié au cours des temps.

#### La nef
La nef unique est composée de trois travées. Elle est orientée au levant. La nef, blanchie, a été revoûtée en berceau au XIXe siècle. Les baies à double ébrasement, sont les seuls éléments romans. 
Les fresques du XVIe siècle, sur le mur nord de la nef et dans l’abside, représentent saint Vincent, saint Jean l’Évangéliste et des croix de consécration.
Les sept vitraux modernes ont été créés en 2008. Ils sont du père Kim En Joong, et ont été dénommés par leur auteur Paradis.

#### Le chœur
La travée de chœur est réduite. 
Abel de Vichy fit ouvrir le fond de l’église en 1777 pour réaliser la chapelle funéraire de son épouse, Claudine de Saint-Georges. Le style rococo, comme l'église de Fleury-la-Montagne, fait de ces deux édifices les seuls de ce style en Brionnais.  La voûte est en berceau plein cintre, les colonnes supportant les voussures, comportent des chapiteaux. Restaurée au XIXe siècle, elle vient de l'être à nouveau, ce qui a permis de redécouvrir les dorures et faux marbres de l'autel ainsi que les boiseries d'origine. L'autel est en granit avec les armoiries de Vichy et de Saint-Georges. C'est à cette occasion que fut retrouvée au-dessus de la porte de la sacristie une peinture murale du XVIe siècle. 
Pendant cinq mois, après son retour de Bavière où il avait émigré, Roch-Étienne de Vichy, comte de Vichy, seigneur et baron d'Anzy-le-Duc, aumônier de la reine Marie-Antoinette, dernier prieur du prieuré d'Anzy-le-Duc et qui s'était installé dans le château de ses ancêtres, exerça les fonctions curiales de septembre 1803 à janvier 1804.

## Culte
Édifice consacré du diocèse d'Autun relevant de la paroisse Saint-Hugues-en-Brionnais-Bords-de-Loire (siège à Marcigny) – qui en est affectataire au titre de la loi de 1905 –, l'église de Montceaux-l'Étoile est, neuf siècles après sa construction, un lieu de culte catholique.